# Artabaz I.
Artabaz I. je bio satrap Frigije (današnja sjeverozapadna Turska) u doba Ahemenidskog Perzijskog Carstva.
Artabaz je bio sin Farnaka I., jednog od Kserksovih generala prilikom ekspedicije protiv Grčke, čiji je zadatak bio povratak perzijske pomoćne vojske natrag u Aziju odnosno gušenje pobune u Potideji. Druga perzijska kopnena ekspedicija završila je 479. pr. Kr. porazom Mardonija kod Plateje koji je ignorirao savjete Artabaza i drugih zapovjednika. Nakon te pobjede Grci su otplovili prema Joniji gdje su iste godine porazili perzijsku vojsku u bitci kod Mikale. Ipak, Artabaz je uspjevao voditi ostatak perzijske vojske iz Grčke natrag u Joniju.
Kao nagradu za obavljen zadatak, Artabaz je imenovan satrapom Frigije, a taj status kasnije su imali i njegovi potomci. Artabaza je naslijedio sin Farnabaz I., odnosno unuk Farnak II. koje je vladao satrapijom u doba Peloponeskog rata. Farnaka je kasnije naslijedio njegov sin Farnabaz II. koji je poznat po rivalstvu s Tisafernom i sukobu sa Spartancima.

## Poveznice
- Perzijsko Carstvo
- Kserkso Veliki
- Farnak I.
- Farnabaz II.

| Prethodnik: | Satrap Frigije (477. - 465. pr. Kr.) | Nasljednik:                       |
| ?           | Satrap Frigije (477. - 465. pr. Kr.) | Farnabaz I. (465. - 430. pr. Kr.) |

## Vanjske poveznice
- Artabaz (Livius.org)  Arhivirana inačica izvorne stranice od 24. svibnja 2009. (Wayback Machine)